# Helene Fischer
Helene Fischer, född 5 augusti 1984 i Krasnojarsk i Sovjetunionen, är en tysk sångare och artist.
Fischer är med över fem miljoner sålda skivor en av Tysklands mest framgångsrika sångare och vars konsertturnéer i de tyskspråkiga länderna fyller större arenor. Hennes album Farbenspiel med hitlåten Atemlos durch die Nacht är en av de mest sålda musikalbumen i Tyskland.

## Biografi
Helene Fischers föräldrar idrottsläraren Peter Fischer och ingenjören Maria Fischer var till börden volgatyskar uppvuxna i Sibirien. Familjen emigrerade 1988 från Sovjetunionen till Västtyskland, närmare bestämt Wöllstein i Rheinland-Pfalz. Fischer gick en treårig utbildning som musikalartist i Frankfurt am Main.
Fischer erhöll ett skivkontrakt efter att hennes mor skickat en demo-CD till en agent och medverkade första gången i TV i maj 2005 i "Hochzeitsfest der Volksmusik". Under 2006 släppte Fischer sitt första album, Von hier bis unendlich.
Helene Fischer har mottagit flera priser och har även haft den egna TV-showen "Die Helene Fischer Show" i ZDF från 2011 och som sänts årligen (med avbrott under och efter Covid-19-pandemin) i ny version under julhelgen.
Vid Eurovision Song Contest 2014 meddelade hon Tysklands röstningssiffror.
Sedan 2017 har Fischer samarbetat med Cirque du Soleil för två av sina konsertturnéer under 2018 och 2023, i vilka hon även själv genomför akrobatiska konster när hon sjunger live.
Under 2018 beräknades Fischer vara den 8:e mest inkomstbringande kvinnliga sångerskan i världen (32 miljoner $), den enda bland topp 10 på den listan som inte riktar sig mot en världstäckande engelskspråkig publik, utan istället mainstream i den tyskspråkiga världen.
I juni 2023 inträffade en olycka på scen, då Fischer började blöda under en konsert i Hannover efter att hon slagit ansiktet mot en trapets under ett fall, varefter konserten fick avbrytas. Konsertturnén återkom 2 månader senare då hon åter stod på scen alltjämt utförande våghalsig akrobatik.

## Diskografi

### Album
- 2006:Von hier bis unendlich –  #16 –  #19 –  #49
- 2007:So nah wie du –  #5 –  #7 –  #45
- 2008:Zaubermond –  #2 –  #4 –  #17
- 2009:So wie ich bin –  #1 –  #2 –  #7
- 2010:Best of –  #1 –  #2 –  #4 –  #5 –  #100
- 2011:Für einen Tag –  #2 –  #1 –  #2 –  #1 –  #19 –  #14
- 2013:Farbenspiel - –  #1 –  #1 –  #1 –  #8 –  #4 –  #14
- 2015:Weihnachten
- 2017:Helene Fischer
- 2021:Rausch

### Singlar
- 01/2006 Feuer am Horizont
- 04/2006 Von hier bis unendlich
- 07/2006 Und morgen früh küss' ich dich wach
- 11/2006 Im Reigen der Gefühle
- 05/2007 Mitten im Paradies –  #79
- 08/2007 Du fängst mich auf und lässt mich fliegen
- 10/2007 Du hast mein Herz berührt
- 02/2008 Ich glaub' dir hundert Lügen
- 2008: Mal ganz ehrlich
- 2008: Lass mich in dein Leben –  #38
- 2008: Ich geb’ nie auf
- 2009: Ich will immer wieder... dieses Fieber spür'n –  #30 –  #33
- 2009: Vergeben, vergessen und wieder vertrauen
- 2009: Du lässt mich sein, so wie ich bin
- 2010: Hundert Prozent
- 2010: Nicht von dieser Welt
- 2010: Von Null auf Sehnsucht
- 2010: Manchmal kommt die Liebe einfach so
- 2011: Phänomen –  #49
- 2011: Wär heut mein letzter Tag
- 2012: Die Hölle morgen früh –  #74
- 2012: Nur wer den Wahnsinn liebt
- 2013: Biene Maja –  #78
- 2013: Fehlerfrei –  #20
- 2013: Atemlos durch die Nacht -  #3 –  #1 -  #6
- 2013: Mit keinem andern -  #72
- 2014: Marathon -  #27 -  #16